# Найдревніша професія у світі (фільм, 1967)
Найдревніша професія у світі (фр. Le Plus Vieux Métier du monde) — міжнародний комедійний фільм 1967 року спільного міжнародного виробництва. У фільмі брали участь шість різних режисерів, кожен з яких зняв свій фрагмент про проституцію в різні епохи.

## Сюжет
- Доісторична ера — печерна жінка Бріт не може звабити приїжджого торговця з моря, доки наскельному художнику Раку не спадає на думку зробити макіяж її обличчя.
- Римські ночі — у Стародавньому Римі імператор Флавій вигадує привід, щоб покинути імператрицю Домітіллу і піти з поетом Мениппом до борделю. Там він зустрічає таємничу і вродливу жінку, яка виявляється його дружиною.
- Французька революція або мадемуазель Мімі — під час Французької революції Філібер напрошується в гості до Мімі і з її вікна спостерігає, як гільйотинують старого аристократа, кажучи, що це його бездітний дядько. Пообіцявши заплатити їй, щойно юристи оформлять майно, він зникає.
- Веселі дев'яності — у Парижі 1890-х років Ніні лягає спати з самотнім старим і, перебираючи його гаманець, коли той спить, виявляє, що він є партнером у великому банку. Відмовляючись брати гроші, вона каже, що закохана в нього, і врешті-решт дозволяє йому одружитися з нею.
- Париж сьогодні — Катрін, яка втратила водійські права, працює в машині, якою керує її подруга Надя. Коли машину конфіскують, вони купують натомість карету швидкої допомоги. Однієї ночі її зупиняє поліція, яка від'їжджає, коли дізнається, що клієнт — лікар.
- Передчуття, або Кохання у 2000 році — у майбутньому Джон Дімітріус чоловік з далекої 4-ї космічної галактики відвідує Землю, і в готелі космопорту йому пропонують повію на ніч. Він відмовляється від дівчини, Марлен, оскільки вона готова до дії, але не здатна до розмови. Тоді господарі знаходять йому іншу дівчину, Елеонору, яка сповнена чарівності та балакучості, але не бажає йти далі. Він переконує її, що рот, яким вона так добре користується, може мати інше застосування.

## У ролях
Доісторична ера (режисер: Франко Індовина, сценарій: Енніо Флаяно)
- Мішель Мерсьє — Бріт
- Енріко Марія Салерно — Рак
- Габріеле Тінті — торговець з моря

Римські ночі (режисер: Мауро Болоньїні, сценарій: Енніо Флаяно)
- Ельза Мартінеллі — Домітіла
- Гастоне Москін — Флавій
- Джанкарло Кобеллі — Меніппо
- Джанні Соларо — гість
- Луїджі Леоні — раб

Французька революція або мадемуазель Мімі (режисер: Філіпп де Брока, сценарій: Данієль Буланже, оператор: П'єр Ломм)
- Жанна Моро — Мімі
- Жан-Клод Бріалі — Філібер
- Кетрін Самі — Туанетта
- Жак Моно — людина з народу
- Жерар Лартігау — Антоній
- Жан-Річард — Джозеф

Веселі дев'яності (режисер: Майкл Пфлегар, сценарій: Андре Табе, Жорж Табе, оператор: Хайнц Хольшер)
- Ракель Велч — Ніні
- Мартін Хелд — банкір Едуард
- Тіллі Лауенштейн — інша повія
- Зігфрід Шюренберг — інша банкір

Париж сьогодні (режисер: Клод Отан-Лара, сценарій: Жан Оранш)
- Франс Англад — Катрін
- Надя Грей — Надя
- Жак Дюбі — жандарм
- Франсіс Бланш — лікар
- Жак Марін — поліцейський
- Лор Пайєтт — квартирантка
- Марсель Даліо — російський адвокат
- Габріель Гобен — шокований пан

Передчуття, або Кохання у 2000 році (режисер: Жан-Люк Годар, помічники: Клод Міллер, Чарльз Бітч, сценарій: Жан-Люк Годар, оператор: П'єр Ломм)
- Анна Каріна — Наташа / Елеонора Ромеович, повія № 703
- Жак Шарр'є — Нік / Джон Деметріус
- Жан-П'єр Лео
- Марілу Толо — Марлен
- Жан-Патрік Лебель
- Даніель Барт

## Виробництво
Ракель Велч була єдиною американкою в акторському складі.

## Прокат
Права на розповсюдження фільму в США та англомовній Канаді придбав Джек Гарріс. Пізніше Гарріс писав у своїх мемуарах, що його привабила можливість попрацювати над «абсолютно новим фільмом, створеним як велика голлівудська картина, за участю Ракель Велч і деяких найгарячіших жінок-зірок світу… Це було велике розчарування як театральна робота. Проте протягом багатьох років, між театрами, телебаченням і домашнім відео, він ніколи не втрачав популярності і ставився до мене дуже добре»
Лос-Анджелес Таймс вважає, що фільм «зіпсовано найгіршим дубляжем за останній час».